# Cousinea keeleyi
Cousinea keeleyi is een spinnensoort in de taxonomische indeling van de Dwergcelspinnen (Oonopidae).
Het dier behoort tot het geslacht Cousinea. De wetenschappelijke naam van de soort werd voor het eerst geldig gepubliceerd in 2001 door Michael Saaristo.